# 4:21... The Day After
Albums de Method Man
Tical Ø: The Prequel
(2004) The Meth Lab
(2015)
Singles
1. Say
Sortie : 2006

4:21... The Day After est le quatrième album studio de Method Man, membre du Wu-Tang Clan, sorti le 29 août 2006.
L'album s'est classé 4e au Top R&B/Hip-Hop Albums et 8e au Billboard 200. C'est le premier album de Method Man à ne pas s'être classé dans le Top 5 du Billboard 200.
Les paroles du premier single, Say, en duo avec Lauryn Hill, visent les critiques, les fans infidèles, les détracteurs irrespectueux et même certains membres du Wu-Tang Clan.
Method Man a expliqué dans une interview l'origine du titre : 4/20 (20/4 en français pour le 20 avril) est le « jour officiel des fumeurs d'herbe aux États-Unis », le « 420 » (four twenty) étant le code de la police pour les délits liés au cannabis. Le 4/21 The Day After renvoie donc au jour après le 20 avril, où le fumeur a l'esprit clair et les idées plus précises que la veille.

## Liste des titres
| No  | Titre                                                                                  | Contient un (des) sample(s) de | Durée |
| --- | -------------------------------------------------------------------------------------- | --- | ----- |
| 1.  | Intro (Produit par RZA)                                                                | | 2:10  |
| 2.  | Is It Me (Produit par Scott Storch)                                                    | They Reminisce Over You (T.R.O.Y.) de Pete Rock & CL Smooth | 3:44  |
| 3.  | Problem (Produit par Erick Sermon)                                                     | It's a New Day de Skull Snaps Change the Beat (Female Version) de Fab Five Freddy featuring Beeside 4, 3, 2, 1 de LL Cool J et Canibus featuring Method Man, Redman et DMX | 3:30  |
| 4.  | Somebody Done Fucked Up (Produit par Havoc)                                            | | 3:18  |
| 5.  | Shaolin Soldier (skit)                                                                 | | 0:21  |
| 6.  | Fall Out (Produit par Kwame)                                                           | | 3:24  |
| 7.  | Dirty Mef (featuring Ol' Dirty Bastard – Produit par Erick Sermon et Mathematics)      | | 2:54  |
| 8.  | 4:20 (featuring Streetlife et Carlton Fisk – Produit par RZA et Kinetic)               | | 4:34  |
| 9.  | Let's Ride (featuring Ginuwine – Produit par Mr. Porter)                               | | 3:10  |
| 10. | The Glide (featuring Raekwon, U-God (non crédité) et La the Darkman – Produit par RZA) | | 3:05  |
| 11. | Kids (skit)                                                                            | | 0:47  |
| 12. | Got to Have It (Produit par Erick Sermon)                                              | Nikes Fresh Out the Box de Mario | 4:13  |
| 13. | Say (featuring Lauryn Hill – Produit par Erick Sermon)                                 | So Much Things to Say de Lauryn Hill | 3:49  |
| 14. | Ya'Meen (featuring Fat Joe et Styles P – Produit par The Chairman of the Boards)       | | 4:21  |
| 15. | Konichiwa Bitches (Produit par RZA)                                                    | | 2:59  |
| 16. | Everything (featuring Inspectah Deck et Streetlife – Produit par Mathematics)          | Stay Together d'Harold Melvin & the Blue Notes | 3:39  |
| 17. | Walk On (featuring Redman – Produit par Versatile, RZA et Erick Sermon)                | Walk On des Jackson Five Rocket in the Pocket (Live) de Cerrone | 2:49  |
| 18. | Pimpin' (skit)                                                                         | | 0:39  |
| 19. | Presidential MC (featuring Raekwon et RZA – Produit par RZA)                           | Rainmaker d'Harry Nilsson | 4:30  |
| 20. | 4 Ever (featuring Megan Rochell – Produit par Kwame)                                   | | 4:04  |

| 21. | O.D. (Produit par Kwame) | 3:32 |